# Gare de Viroflay-Rive-Droite
Gare de Viroflay-Rive-Droite vasútállomás Franciaországban, Viroflay településen.

## Vasútvonalak
Az állomást az alábbi vasútvonalak érintik:
- Párizs-Saint-Lazare-Versailles-Rive-Droite-vasútvonal

## Kapcsolódó állomások
A vasútállomáshoz az alábbi állomások vannak a legközelebb:
- Gare de Montreuil (Gare de Versailles-Rive-Droite, Transilien line L)
- Gare de Chaville-Rive-Droite (Paris Gare Saint-Lazare, Transilien line L)